# Radwanderkarte
Bei einer Radwanderkarte (auch Radtourenkarte, Fahrradroutenkarte, Fahrradkarte oder Radwegkarte, in der Schweiz Velokarte) handelt es sich um eine thematische Karte, die speziell für die Bedürfnisse von Radfahrern auf Radwanderungen hergestellt wird.

## Aufbau und Arten
Als Grundlage für Radwanderkarten dient oft eine amtliche topografische Karte im Maßstab von ca. 1 : 15.000 bis 1 : 25.000 (für den städtischen Bereich) bzw. 1 : 50.000 bis 1 : 100.000 (für den Überlandbereich). Auf diese Grundlage werden zusätzliche Informationen über Radwege und Fahrradrouten sowie touristische Angaben, die für Radfahrer interessant sind (Straßenbelag und Verkehrsaufkommen, Steigungen, Werkstätten, Möglichkeiten für Schiffs- und Bahntransporte, Verpflegungs- und Unterkunftsmöglichkeiten usw.), aufgedruckt.
Speziell als Radführer ausgestattete Karten können auch Wegbeschreibungen in Textform enthalten. Diese sind oft in einem Format, das die Unterbringung in einer Fahrrad-Lenkertasche ermöglicht.
Zweck einer Radwanderkarte ist es, Wege zu finden, die für Radfahrer freigegeben und geeignet sind. Sie dienen außerdem zum Planen längerer Touren. Für verschiedene Bedürfnisse gibt es entsprechende Varianten von Radwanderkarten:
- Mountainbikekarten
- Karten für Rennradfahrer
- Ausflugskarten für familiengerechte Touren

Heute sind Radwanderkarten oft eines von vielen Themen touristischer Onlineportale. Der gewünschte Ausschnitt mit Profilen kann ausgedruckt und die voraussichtliche Fahrzeit berechnet werden.

## Geschichte
Die ersten Radwanderkarten entstanden Ende des 19. Anfang des 20. Jahrhunderts. In der Schweiz war es der Männer-Radfahrerverein Zürich, der von 1890 bis etwa 1904 die Specialkarte der Schweiz in 9 Blättern (1 : 200.000) herausgab. Dieser für heutige Verhältnisse kleine Maßstab wurde in Deutschland vom Verlag Mittelbach noch unterboten, der von 1886 bis 1897 die Deutsche Strassenprofilkarte für Radfahrer (1 : 300.000) in 82 Blättern herausgab. Ein Blatt hatte eine Größe von 40 × 32 cm, war einseitig farbig bedruckt und - wie damals üblich – auf Leinen aufgezogen, um sie reißfest zu machen. Auf der Karte waren die wichtigsten Verbindungen zwischen den Ortschaften als gerade Linien dargestellt, an denen – in unterschiedlichen Rottönen zur Kategorisierung der Straßen nach Befahrbarkeit – die Höhenprofile der Strecken sozusagen auf die Seite geklappt waren. An diesen Profilen konnten die Steigungen und die Länge der Strecken abgelesen werden. Die Karten wurden bis zum Ersten Weltkrieg verlegt.

Zwischen 1899 und 1908 erschien Liebenow-Ravensteins Special-Radfahrerkarte von Mitteleuropa im gleichen Maßstab. Weitere wichtige Verlage der Pionierzeit waren Ravensteins Geographische Verlagsanstalt, der Allgemeine Deutsche Fahrrad-Club (ADFC) und Kümmerly + Frey.
Mit dem Aufkommen des Automobils verschwanden die Radwanderkarten ab etwa 1920 zugunsten der Straßenkarten aus dem Angebot der Verlage. Sie blieben ein Nischenprodukt; erst im letzten Viertel des 20. Jahrhunderts erlebten sie mit dem Aufkommen des Ökotourismus eine Renaissance.